# Страх.com
„Страх.com“ (на английски: FeardotCom) е филм на ужасите на режисьора Уилям Малоун от 2002 г.
Участват Стивън Дорф, Наташа Макълоун и Стивън Риа. Филмът е пуснат по кината в САЩ на 30 август 2002 г. и получава отрицателни рецензии от критиката.